# 1450. pr. Kr.
◄ | 16. stoljeće pr. Kr. | 15. stoljeće pr. Kr. | 14. stoljeće pr. Kr. | ►
◄ | 1480-ih pr. Kr. | 1470-ih pr. Kr. | 1460-ih pr. Kr. | 1450-ih pr. Kr. | 1440-ih pr. Kr. | 1430-ih pr. Kr. | 1420-ih pr. Kr. | ►
◄◄ | ◄ | 1453. pr. Kr. | 1452. pr. Kr. | 1451. pr. Kr. | 1450 pr. Kr. | 1449. pr. Kr. | 1448. pr. Kr. | 1447. pr. Kr. | ► | ►►

## Događaji
- Nubijci su oko ove godine prihvatili vlast egipatskog faraona Tutmozisa III.
- kraj vladavine Tutmozisa III., egipatskog faraona 18. dinastije (vladao od 1504. pr. Kr. do 1450. pr. Kr.)
- u vrijeme oko 1450./1425. pr. Kr.: Grci mikenskog kulturnog kruga osvajaju minojsku Kretu i do tada kretske Ciklade i Milet